# Европейский коллоквиум по индонезийским и малайским исследованиям
Европейский коллоквиум по индонезийским и малайским исследованиям (англ. European Colloquium on Indonesian and Malay Studies -ECIMS) – крупнейший форум европейских учёных-востоковедов по проблемам Индонезии и Малайзии в 1970-90-е годы XX века.

## Краткая история
Основан  в 1978 году светилами европейского востоковедения: Дени Ломбаром (1938-1998), Рассел Джонсом, Луиджи Санта Марией,  К.Д. Грейнсом. Проводился раз в два года в различных городах Европы. Всего проведено 11 коллоквиумов. Последний состоялся в 1999 году в Москве по инициативе Общества "Нусантара" и был посвящён памяти Дени Ломбара, скончавшегося в 1998 году. В последующем было признано целесообразным слить коллоквиум с Европейской ассоциацией исследований Юго-Восточной Азии.

## Список проведённых коллоквиумов
I  - 1978 – Париж (Франция) .
II - 1979 – Лондон (Англия) .
III – 1981 – Неаполь (Италия) .
IV – 1983 – Лейден (Нидерланды) .
V – 1985 – Синтра (Португалия) .
VI – 1987 – Пассау (Германия) .
VII – 1989 – Берн (Швейцария) .
VIII – 1991 –Кунгалв (Швеция) .
IX – 1993 – Халл (Англия) .
X – 1996 – Берлин (Германия) .
XI – 1999 – Москва (Россия) .